# Mary-Sophie Harvey
Mary-Sophie Harvey (* 11. August 1999 in Trois-Rivières, Québec) ist eine kanadische Schwimmerin. Bei Weltmeisterschaften gewann sie bis März 2024 auf der 50-Meter-Bahn zwei Bronzemedaillen sowie auf der 25-Meter-Bahn je eine Silber- und Bronzemedaille. Bei Panamerikanischen Spielen erschwamm sie dreimal Gold, fünfmal Silber und dreimal Bronze.

## Sportliche Karriere
Die 1,78 Meter große Mary-Sophie Harvey schwamm 2024 für den Club Aquatique Montreal.

### Jugendjahre
Sie nahm 2013 erstmals an den kanadischen Trials für die Weltmeisterschaften in der Erwachsenenklasse teil. Bei den Juniorenweltmeisterschaften 2013 belegte sie den achten Platz über 200 Meter Schmetterling. 2014 gewann sie über 400 Meter Lagen ihren ersten kanadischen Meistertitel. Bei den Panpazifischen Juniorenmeisterschaften 2014 wurde Harvey Zweite über 200 Meter Lagen. Bronze gewann sie über 400 Meter Lagen sowie mit der 4-mal-100-Meter-Freistilstaffel und mit der 4-mal-100-Meter-Lagenstaffel. 2015 bei den Juniorenweltmeisterschaften in Singapur erreichte Harvey den zweiten Platz über 200 Meter Lagen und mit der 4-mal-200-Meter-Freistilstaffel, hinzu kam die Bronzemedaille mit der 4-mal-100-Meter-Freistilstaffel. 2016 konnte sich Harvey nicht für die Olympiamannschaft qualifizieren. Bei den Panpazifischen Juniorenmeisterschaften siegte sie über 200 Meter Lagen und mit der 4-mal-100-Meter-Freistilstaffel. Dritte wurde sie über 400 Meter Lagen, mit der 4-mal-200-Meter-Freistilstaffel und mit der 4-mal-100-Meter-Lagenstaffel.

### Die Jahre von 2017 bis 2019
Bei den Weltmeisterschaften 2017 in Budapest schied Harvey über 400 Meter Freistil und 400 Meter Lagen im Vorlauf aus, über 200 Meter Freistil erreichte sie das Halbfinale. Die 4-mal-200-Meter-Freistilstaffel mit Mary-Sophie Harvey, Rebecca Smith, Katerine Savard und Mackenzie Padington erreichte das Finale und belegte den achten Platz.
2018 wurde Harvey über 400 Meter Lagen Achte bei den Commonwealth Games in Gold Coast. Über 400 Meter Freistil schied sie als Neunte der Vorläufe aus. Nach den Commonwealth Games fiel sie wegen Schulterproblemen monatelang aus. 2019 bei den Panamerikanischen Spielen in Lima war sie wieder dabei. Sie wurde Zweite über 200 Meter Schmetterling und mit der 4-mal-200-Meter-Freistilstaffel sowie Dritte über 400 Meter Lagen. Eine weitere Silbermedaille erhielt sie für ihren Vorlaufeinsatz in der 4-mal-100-Meter-Lagenstaffel.

### Die Jahre ab 2021
Wegen der COVID-19-Pandemie fanden die eigentlich für 2020 geplanten Olympischen Spiele in Tokio erst 2021 statt. Die kanadische 4-mal-200-Meter-Freistilstaffel schwamm im Vorlauf mit Katerine Savard, Rebecca Smith, Mary-Sophie Harvey und Sydney Pickrem und wurde im Finale mit Summer McIntosh, Rebecca Smith, Kayla Sanchez und Penny Oleksiak Vierte.
Im Juni 2022 bei den Weltmeisterschaften in Budapest wurde Harvey Achte über 200 Meter Lagen. Die 4-mal-200-Meter-Freistilstaffel schwamm im Vorlauf mit Mary-Sophie Harvey, Katerine Savard, Rebecca Smith und Taylor Ruck die viertschnellste Zeit. Im Endlauf wurden Summer McIntosh, Kayla Sanchez, Taylor Ruck und Penny Oleksiak Dritte hinter dem US-Quartett und den Australierinnen. Einen Monat später bei den Commonwealth Games in Birmingham wurde Harvey Sechste sowohl über 100 Meter Rücken als auch über 200 Meter Lagen. Die 4-mal-200-Meter-Freistilstaffel mit Summer McIntosh, Ella Jansen, Mary-Sophie Harvey und Katerine Savard wurde Zweite hinter den Australierinnen. Eine weitere Medaille erhielt Harvey für ihren Vorlaufeinsatz in der 4-mal-100-Meter-Mixed-Freistilstaffel. Ende 2022 bei den Kurzbahnweltmeisterschaften in Melbourne wurde die 4-mal-100-Meter-Freistilstaffel mit Rebecca Smith, Taylor Ruck, Margaret Mac Neil und Katerine Savard Dritte, Mary-Sophie Harvey war im Vorlauf dabei gewesen. Über 200 Meter Lagen verpasste Harvey als Vorlaufneunte den Finaleinzug um 0,16 Sekunden. Die 4-mal-200-Meter-Freistilstaffel mit Rebecca Smith, Katerine Savard, Mary-Sophie Harvey und Taylor Ruck wurde Zweite hinter den Australierinnen, im Vorlauf waren Mary-Sophie Harvey, Sydney Pickrem, Kelsey Wog und Rebecca Smith eingesetzt worden. Über 100 Meter Lagen wurde Harvey schließlich Achte.
2023 bei den Weltmeisterschaften in Fukuoka belegte Harvey mit der 4-mal-100-Meter-Freistilstaffel den siebten Platz. Die 4-mal-200-Meter-Freistilstaffel wurde Fünfte. In der 4-mal-100-Meter-Lagenstaffel schwammen im Vorlauf Ingrid Wilm, Sophie Angus, Margaret Mac Neil und Mary-Sophie Harvey die schnellste Zeit. Im Finale wurden Kylie Masse, Sophie Angus, Margaret Mac Neil und Summer McIntosh Dritte. Harvey war auch Mitglied der 4-mal-100-Meter-Mixed-Freistilstaffel, die den vierten Platz belegte. Drei Monate später nahm Harvey an den Panamerikanischen Spielen in Santiago de Chile teil. Bei ihren Einzelstarts siegte sie über 200 Meter Freistil, wurde hinter Sydney Pickrem Zweite über 200 Meter Lagen und belegte den vierten Platz über 100 Meter Freistil. Außerdem gewann sie Gold mit der 4-mal-100-Meter-Freistilstaffel und der 4-mal-100-Meter-Lagenstaffel. Hinzu kam Silber mit der 4-mal-100-Meter-Mixed-Lagenstaffel sowie Bronze mit der 4-mal-200-Meter-Freistilstaffel und mit der 4-mal-100-Meter-Mixed-Freistilstaffel.
Im Juli 2024 bei den Olympischen Spielen in Paris wurde Harvey in der 4-mal-100-Meter-Freistilstaffel und in der 4-mal-100-Meter-Lagenstaffel nur im Vorlauf eingesetzt, beide Staffeln belegten im Endlauf den vierten Platz. Über 200 Meter Freistil trat Harvey als einzige Kanadierin an. Sie wurde Vierte mit 0,74 Sekunden Rückstand auf die Drittplatzierte und 0,09 Sekunden Vorsprung auf die Fünftplatzierte. Die 4-mal-200-Meter-Freistilstaffel mit Mary-Sophie Harvey, Ella Jansen, Summer McIntosh und Julie Brousseau wurde gleichfalls Vierte, hier betrug der Rückstand auf die Medaillenränge fast vier Sekunden. Mit dem Olympiastart in Tokio war es für Harvey der fünfte olympische Wettbewerb und jedes Mal belegte sie den vierten Platz.